# Vera Tax
Vera Tax é uma política holandesa que atua como membro do Parlamento Europeu pelo Partido Trabalhista desde 2019.

## Carreira política
Além das atribuições de sua comissão, Tax faz parte da delegação do parlamento para as relações com a África do Sul. Ela também é membro do Intergrupo URBAN.